# Johan Holten
Johan Holten (født 1976 i København) er en dansk kunsthistoriker, der fra 1. april 2011 er direktør for Staatliche Kunsthalle Baden-Baden, og som siden 2006 har været direktør for Heidelberger Kunstverein. Han er tidligere balletdanser ved Den Kongelige Ballet og Hamburgische Staatsoper fra 1986 til 1999.
Holten er uddannet i kunsthistorie og kulturvidenskab fra Humboldt-Universität zu Berlin i 2006. 
Johan Holten er søn af tidligere nationalbankdirektør Bodil Nyboe Andersen og bror til operachef Kasper Holten.